# Motorrad-Weltmeisterschaft 1996
Die Motorrad-WM-Saison 1996 war die 48. in der Geschichte der FIM-Motorrad-Straßenweltmeisterschaft.
In den Klassen bis 500 cm³, bis 250 cm³ und bis 125 cm³ wurden 15 und bei den Gespannen sieben Rennen ausgetragen.

## Punkteverteilung
Weltmeister wird derjenige Fahrer beziehungsweise der Hersteller, der bis zum Saisonende die meisten Punkte in der Weltmeisterschaft angesammelt hat. Bei der Punkteverteilung werden die Platzierungen im Gesamtergebnis des jeweiligen Rennens berücksichtigt. Die fünfzehn erstplatzierten Fahrer jedes Rennens erhalten Punkte nach folgendem Schema:
| Punkteverteilung | Punkteverteilung | Punkteverteilung | Punkteverteilung | Punkteverteilung | Punkteverteilung | Punkteverteilung | Punkteverteilung | Punkteverteilung | Punkteverteilung | Punkteverteilung | Punkteverteilung | Punkteverteilung | Punkteverteilung | Punkteverteilung | Punkteverteilung |
| ---------------- | ---------------- | ---------------- | ---------------- | ---------------- | ---------------- | ---------------- | ---------------- | ---------------- | ---------------- | ---------------- | ---------------- | ---------------- | ---------------- | ---------------- | ---------------- |
| Platz            | 1                | 2                | 3                | 4                | 5                | 6                | 7                | 8                | 9                | 10               | 11               | 12               | 13               | 14               | 15               |
| Punkte           | 25               | 20               | 16               | 13               | 11               | 10               | 9                | 8                | 7                | 6                | 5                | 4                | 3                | 2                | 1                |

In die Wertung kamen alle erzielten Resultate.

## 500-cm³-Klasse

### Teams und Fahrer
| Team                    | Hersteller    | Motorrad              | Nr. | Fahrer              | Läufe         |
| ----------------------- | ------------- | --------------------- | --- | ------------------- | ------------- |
| Team Repsol Honda       | Honda         | Honda NSR 500 (NV0W)  | 1   | Mick Doohan         | alle          |
| Team Repsol Honda       | Honda         | Honda NSR 500 (NV0W)  | 4   | Àlex Crivillé       | alle          |
| Team Repsol Honda       | Honda         | Honda NSR 500V (NVAA) | 6   | Tadayuki Okada      | alle          |
| Team Repsol Honda       | Honda         | Honda NSR 500V (NVAA) | 41  | Shin’ichi Itō       | alle          |
| Lucky Strike Suzuki     | Suzuki        | Suzuki RGV 500 (XR86) | 2   | Daryl Beattie       | 3–6, 13–14    |
| Lucky Strike Suzuki     | Suzuki        | Suzuki RGV 500 (XR86) | 11  | Scott Russell       | 1–4, 6–15     |
| Lucky Strike Suzuki     | Suzuki        | Suzuki RGV 500 (XR86) | 21  | Katsuaki Fujiwara   | 1             |
| Lucky Strike Suzuki     | Suzuki        | Suzuki RGV 500 (XR86) | 53  | Katsuaki Fujiwara   | 3             |
| Lucky Strike Suzuki     | Suzuki        | Suzuki RGV 500 (XR86) | 26  | Terry Rymer         | 5, 7–12       |
| Lucky Strike Suzuki     | Suzuki        | Suzuki RGV 500 (XR86) | 42  | Peter Goddard       | 15            |
| Kanemoto Honda          | Honda         | Honda NSR 500         | 3   | Luca Cadalora       | alle          |
| Honda Pileri            | Honda         | Honda NSR 500         | 7   | Alex Barros         | alle          |
| ELF 500 ROC             | Elf           | Elf 500               | 8   | Juan Borja          | alle          |
| ELF 500 ROC             | Elf           | Elf 500               | 14  | Adrian Bosshard     | 1–5, 7–8      |
| ELF 500 ROC             | Elf           | Elf 500               | 28  | William Costes      | 6             |
| ELF 500 ROC             | Elf           | Elf 500               | 44  | Chris Walker        | 9–14          |
| ELF 500 ROC             | Elf           | Elf 500               | 48  | Martin Craggill     | 15            |
| Marlboro Yamaha Roberts | Yamaha        | Yamaha YZR500 (OWJ1)  | 9   | Norick Abe          | alle          |
| Marlboro Yamaha Roberts | Yamaha        | Yamaha YZR500 (OWJ1)  | 10  | Kenny Roberts jr.   | 3–15          |
| Marlboro Yamaha Roberts | Yamaha        | Yamaha YZR500 (OWJ1)  | 12  | Jean-Michel Bayle   | alle          |
| QUB Team Optimum        | ROC Yamaha    | ROC Yamaha            | 13  | Jeremy McWilliams   | alle          |
| ELC Lease ROC           | ROC Yamaha    | ROC Yamaha            | 14  | Adrian Bosshard     | 10–13         |
| ELC Lease ROC           | ROC Yamaha    | ROC Yamaha            | 16  | Laurent Naveau      | 1–3, 8, 14–15 |
| ELC Lease ROC           | ROC Yamaha    | ROC Yamaha            | 25  | Jean-Marc Delétang  | 5–6           |
| IP Aprilia Racing Team  | Aprilia       | Aprilia RSW-2 500     | 15  | Doriano Romboni     | 1–8, 12       |
| IP Aprilia Racing Team  | Aprilia       | Aprilia RSW-2 500     | 29  | Marcellino Lucchi   | 10–11         |
| Fortuna Honda Pons      | Honda         | Honda NSR 500         | 17  | Alberto Puig        | 1–14          |
| Fortuna Honda Pons      | Honda         | Honda NSR 500         | 24  | Carlos Checa        | alle          |
| WCM                     | ROC Yamaha    | ROC Yamaha            | 18  | James Haydon        | 1–12          |
| WCM                     | ROC Yamaha    | ROC Yamaha            | 30  | Andrew Stroud       | 13–15         |
| WCM                     | ROC Yamaha    | ROC Yamaha            | 33  | Chris Taylor        | 14            |
| Harris Grand Prix       | Harris Yamaha | Harris Yamaha         | 19  | Sean Emmett         | 1–13          |
| Harris Grand Prix       | Harris Yamaha | Harris Yamaha         | 32  | Stéphane Mertens    | 14–15         |
| Padgett’s Racing Team   | Yamaha        | Yamaha YZR500         | 20  | Toshiyuki Arakaki   | 1–8           |
| Padgett’s Racing Team   | Harris Yamaha | Harris Yamaha         | 96  | Paul Young          | 9–15          |
| Team Paton              | Paton         | Paton V70 C10/2       | 20  | Toshiyuki Arakaki   | 14–15         |
| Team Paton              | Paton         | Paton V70 C10/2       | 51  | Jean-Pierre Jeandat | 1–7, 9–13     |
| Team Paton              | Paton         | Paton V70 C10/2       | 66  | Marco Papa          | 12            |
| Team Paton              | Paton         | Paton V70 C10/2       | 70  | Florian Ferracci    | 8             |
| Team Pedercini          | ROC Yamaha    | ROC Yamaha            | 22  | Lucio Pedercini     | alle          |
| Millar Racing           | Yamaha        | Yamaha YZR500         | 23  | Eugene McManus      | alle          |
| Soverex FP Racing       | ROC Yamaha    | ROC Yamaha            | 27  | Frédéric Protat     | alle          |
| Soverex FP Racing       | ROC Yamaha    | ROC Yamaha            | 70  | Florian Ferracci    | 6             |
| Team HRC                | Honda         | Honda NSR 500         | 52  | Takuma Aoki         | 3             |
| Suzuki Deutschland      | Suzuki        | Suzuki RGV 500        | 54  | Michael Rudroff     | 8             |
| Team Schmassmann        | Harris Yamaha | Harris Yamaha         | 55  | Niggi Schmassmann   | 8             |
| RTM Corse               | RTM           | RTM 500               | 64  | Andrea Zambotti     | 12            |
| Marlboro Yamaha Rainey  | Yamaha        | Yamaha YZR500 (OWJ1)  | 65  | Loris Capirossi     | alle          |
| Team Leone Racing       | ROC Yamaha    | ROC Yamaha            | 66  | Marco Papa          | 5             |
| Team Truchsess          | ROC Yamaha    | ROC Yamaha            | 69  | Karl Truchsess      | 10            |
| Quelle:                 |               |                       |     |                     |               |

| Legende         |
| --------------- |
| Stammfahrer     |
| Wildcard-Fahrer |
| Ersatzfahrer    |

### Rennergebnisse
|    | Datum  | Rennen                 | Strecke        | Platz 1         | Platz 2        | Platz 3         | Pole-Position     | Schn. Rennrunde | Gesamtführender Fahrer | Gesamtführender Konstrukteur |
| -- | ------ | ---------------------- | -------------- | --------------- | -------------- | --------------- | ----------------- | --------------- | ---------------------- | ---------------------------- |
| 1  | 31.03. | GP von Malaysia        | Shah Alam      | Luca Cadalora   | Alex Barros    | Carlos Checa    | Tadayuki Okada    | Tadayuki Okada  | Luca Cadalora          | Honda                        |
| 2  | 07.04. | GP von Indonesien      | Sentul         | Mick Doohan     | Alex Barros    | Loris Capirossi | Mick Doohan       | Mick Doohan     | Alex Barros            | Honda                        |
| 3  | 21.04. | GP von Japan           | Suzuka         | Norick Abe      | Àlex Crivillé  | Scott Russell   | Àlex Crivillé     | Norick Abe      | Mick Doohan            | Honda                        |
| 4  | 12.05. | GP von Spanien         | Jerez          | Mick Doohan     | Luca Cadalora  | Tadayuki Okada  | Mick Doohan       | Luca Cadalora   | Mick Doohan            | Honda                        |
| 5  | 26.05. | GP von Italien         | Mugello        | Mick Doohan     | Àlex Crivillé  | Luca Cadalora   | Mick Doohan       | Àlex Crivillé   | Mick Doohan            | Honda                        |
| 6  | 09.06. | GP von Frankreich      | Le Castellet   | Mick Doohan     | Àlex Crivillé  | Alberto Puig    | Àlex Crivillé     | Àlex Crivillé   | Mick Doohan            | Honda                        |
| 7  | 29.06. | 66. Dutch TT           | Assen          | Mick Doohan     | Àlex Crivillé  | Alex Barros     | Àlex Crivillé     | Mick Doohan     | Mick Doohan            | Honda                        |
| 8  | 07.07. | 60. GP von Deutschland | Nürburgring    | Luca Cadalora   | Mick Doohan    | Àlex Crivillé   | Àlex Crivillé     | Mick Doohan     | Mick Doohan            | Honda                        |
| 9  | 21.07. | GP von Großbritannien  | Donington      | Mick Doohan     | Àlex Crivillé  | Norick Abe      | Mick Doohan       | Scott Russell   | Mick Doohan            | Honda                        |
| 10 | 04.08. | GP von Österreich      | Österreichring | Àlex Crivillé   | Mick Doohan    | Norick Abe      | Mick Doohan       | Àlex Crivillé   | Mick Doohan            | Honda                        |
| 11 | 18.08. | GP von Tschechien      | Brünn          | Àlex Crivillé   | Mick Doohan    | Scott Russell   | Jean-Michel Bayle | Àlex Crivillé   | Mick Doohan            | Honda                        |
| 12 | 01.09. | GP von Imola           | Imola          | Mick Doohan     | Àlex Crivillé  | Tadayuki Okada  | Mick Doohan       | Àlex Crivillé   | Mick Doohan            | Honda                        |
| 13 | 15.09. | GP von Katalonien      | Barcelona      | Carlos Checa    | Mick Doohan    | Àlex Crivillé   | Mick Doohan       | Carlos Checa    | Mick Doohan            | Honda                        |
| 14 | 06.10. | GP von Rio de Janeiro  | Jacarepagua    | Mick Doohan     | Àlex Crivillé  | Norick Abe      | Mick Doohan       | Mick Doohan     | Mick Doohan            | Honda                        |
| 15 | 20.10. | GP von Australien      | Eastern Creek  | Loris Capirossi | Tadayuki Okada | Carlos Checa    | Àlex Crivillé     | Àlex Crivillé   | Mick Doohan            | Honda                        |

### Fahrerwertung
| 1  | Mick Doohan       | Honda       | 309 |
| 2  | Àlex Crivillé     | Honda       | 245 |
| 3  | Luca Cadalora     | Honda       | 168 |
| 4  | Alex Barros       | Honda       | 158 |
| 5  | Norick Abe        | Yamaha      | 148 |
| 6  | Scott Russell     | Suzuki      | 133 |
| 7  | Tadayuki Okada    | Honda       | 132 |
| 8  | Carlos Checa      | Honda       | 124 |
| 9  | Jean-Michel Bayle | Yamaha      | 110 |
| 10 | Loris Capirossi   | Yamaha      | 98  |
| 11 | Alberto Puig      | Honda       | 93  |
| 12 | Shin’ichi Itō     | Honda       | 77  |
| 13 | Kenny Roberts jr. | Yamaha      | 69  |
| 14 | Juan Borja        | ELF 500 ROC | 34  |
| 15 | Frédéric Protat   | ROC-Yamaha  | 32  |
| 16 | Jeremy McWilliams | ROC-Yamaha  | 26  |
| 17 | Lucio Pedercini   | ROC-Yamaha  | 25  |

| 18 | Daryl Beattie      | Suzuki                | 24 |
| 19 | Doriano Romboni    | Aprilia               | 23 |
| 20 | Terry Rymer        | Suzuki                | 16 |
| 21 | James Haydon       | ROC-Yamaha            | 16 |
| 22 | Sean Emmett        | Harris-Yamaha         | 9  |
| 23 | Peter Goddard      | Suzuki                | 6  |
| 24 | Eugene McManus     | Yamaha                | 6  |
| 25 | Toshiyuki Arakaki  | Harris-Yamaha / Paton | 4  |
| 26 | Laurent Naveau     | ROC-Yamaha            | 3  |
|    | Florian Ferracci   | ROC-Yamaha / Paton    | 3  |
| 28 | Jean-Marc Delétang | ROC-Yamaha            | 2  |
|    | Paul Young         | Harris Yamaha         | 2  |
|    | Andrew Stroud      | ROC-Yamaha            | 2  |
| 31 | Chris Walker       | ELF 500 ROC           | 2  |
| 32 | Marcellino Lucchi  | Aprilia               | 1  |

### Konstrukteurswertung
| 1 | Honda         | 365 |
| 2 | Yamaha        | 216 |
| 3 | Suzuki        | 152 |
| 4 | ROC-Yamaha    | 53  |
| 5 | ELF 500 ROC   | 35  |
| 6 | Aprilia       | 24  |
| 7 | Harris-Yamaha | 11  |
| 8 | Paton         | 1   |

## 250-cm³-Klasse

### Rennergebnisse
|    | Datum  | Rennen                 | Strecke        | Platz 1        | Platz 2           | Platz 3        | Pole-Position  | Schn. Rennrunde | Gesamtführender Fahrer | Gesamtführender Konstrukteur |
| -- | ------ | ---------------------- | -------------- | -------------- | ----------------- | -------------- | -------------- | --------------- | ---------------------- | ---------------------------- |
| 1  | 31.03. | GP von Malaysia        | Shah Alam      | Max Biaggi     | Tetsuya Harada    | Luis d’Antin   | Max Biaggi     | Max Biaggi      | Max Biaggi             | Aprilia                      |
| 2  | 07.04. | GP von Indonesien      | Sentul         | Tetsuya Harada | Max Biaggi        | Ralf Waldmann  | Tetsuya Harada | Tetsuya Harada  | Tetsuya Harada         | Yamaha                       |
| 3  | 21.04. | GP von Japan           | Suzuka         | Max Biaggi     | Noriyasu Numata   | Daijirō Katō   | Tetsuya Harada | Max Biaggi      | Max Biaggi             | Aprilia                      |
| 4  | 12.05. | GP von Spanien         | Jerez          | Max Biaggi     | Tetsuya Harada    | Ralf Waldmann  | Max Biaggi     | Max Biaggi      | Max Biaggi             | Aprilia                      |
| 5  | 26.05. | GP von Italien         | Mugello        | Max Biaggi     | Marcellino Lucchi | Ralf Waldmann  | Max Biaggi     | Max Biaggi      | Max Biaggi             | Aprilia                      |
| 6  | 09.06. | GP von Frankreich      | Le Castellet   | Max Biaggi     | Ralf Waldmann     | Tetsuya Harada | Max Biaggi     | Max Biaggi      | Max Biaggi             | Aprilia                      |
| 7  | 29.06. | 66. Dutch TT           | Assen          | Ralf Waldmann  | Jürgen Fuchs      | Max Biaggi     | Olivier Jacque | Olivier Jacque  | Max Biaggi             | Aprilia                      |
| 8  | 07.07. | 60. GP von Deutschland | Nürburgring    | Ralf Waldmann  | Olivier Jacque    | Jürgen Fuchs   | Ralf Waldmann  | Ralf Waldmann   | Max Biaggi             | Aprilia                      |
| 9  | 21.07. | GP von Großbritannien  | Donington      | Max Biaggi     | Ralf Waldmann     | Olivier Jacque | Olivier Jacque | Max Biaggi      | Max Biaggi             | Aprilia                      |
| 10 | 04.08. | GP von Österreich      | Österreichring | Ralf Waldmann  | Luis d’Antin      | Jürgen Fuchs   | Olivier Jacque | Ralf Waldmann   | Max Biaggi             | Aprilia                      |
| 11 | 18.08. | GP von Tschechien      | Brünn          | Max Biaggi     | Olivier Jacque    | Ralf Waldmann  | Max Biaggi     | Max Biaggi      | Max Biaggi             | Aprilia                      |
| 12 | 01.09. | GP von Imola           | Imola          | Ralf Waldmann  | Olivier Jacque    | Tōru Ukawa     | Max Biaggi     | Ralf Waldmann   | Max Biaggi             | Aprilia                      |
| 13 | 15.09. | GP von Katalonien      | Barcelona      | Max Biaggi     | Olivier Jacque    | Ralf Waldmann  | Max Biaggi     | Max Biaggi      | Max Biaggi             | Aprilia                      |
| 14 | 06.10. | GP von Rio de Janeiro  | Jacarepagua    | Olivier Jacque | Ralf Waldmann     | Jürgen Fuchs   | Olivier Jacque | Olivier Jacque  | Max Biaggi             | Aprilia                      |
| 15 | 20.10. | GP von Australien      | Eastern Creek  | Max Biaggi     | Ralf Waldmann     | Olivier Jacque | Max Biaggi     | Max Biaggi      | Max Biaggi             | Aprilia                      |

### Fahrerwertung
| 1  | Max Biaggi               | Aprilia | 274 |
| 2  | Ralf Waldmann            | Honda   | 268 |
| 3  | Olivier Jacque           | Honda   | 193 |
| 4  | Jürgen Fuchs             | Honda   | 174 |
| 5  | Tōru Ukawa               | Honda   | 142 |
| 6  | Luis d’Antin             | Honda   | 138 |
| 7  | Nobuatsu Aoki            | Honda   | 105 |
| 8  | Tetsuya Harada           | Yamaha  | 104 |
| 9  | Jean-Philippe Ruggia     | Honda   | 91  |
| 10 | Luca Boscoscuro          | Aprilia | 62  |
| 11 | Jürgen van den Goorbergh | Honda   | 56  |
| 12 | Takeshi Tsujimura        | Honda   | 56  |
| 13 | Eskil Suter              | Aprilia | 56  |
| 14 | Cristiano Migliorati     | Honda   | 50  |
| 15 | Régis Laconi             | Honda   | 43  |
| 16 | Marcellino Lucchi        | Aprilia | 41  |
| 17 | Roberto Locatelli        | Aprilia | 41  |
| 18 | Jamie Robinson           | Aprilia | 26  |

| 19 | Sebastián Porto      | Aprilia        | 25 |
| 20 | Osamu Miyazaki       | Aprilia        | 22 |
| 21 | Noriyasu Numata      | Suzuki         | 20 |
| 22 | Sete Gibernau        | Honda / Yamaha | 20 |
| 23 | Daijirō Katō         | Aprilia        | 16 |
| 24 | Davide Bulega        | Aprilia        | 14 |
| 25 | Oliver Petrucciani   | Aprilia        | 13 |
| 26 | Gianluigi Scalvini   | Honda          | 10 |
| 27 | Kensuke Haga         | Yamaha         | 9  |
| 28 | Yasu Hatakeyama      | Honda          | 9  |
| 29 | Alessandro Antonello | Aprilia        | 8  |
| 30 | Massimo Ottobre      | Aprilia        | 6  |
| 31 | José Luis Cardoso    | Aprilia        | 3  |
| 32 | Christophe Cogan     | Honda          | 2  |
|    | Christian Boudinot   | Aprilia        | 2  |
|    | Marcus Payten        | Honda          | 2  |

### Konstrukteurswertung
| 1 | Honda   | 305 |
| 2 | Aprilia | 304 |
| 3 | Yamaha  | 121 |
| 4 | Suzuki  | 20  |

## 125-cm³-Klasse

### Rennergebnisse
|    | Datum  | Rennen                 | Strecke        | Platz 1          | Platz 2          | Platz 3         | Pole-Position   | Schn. Rennrunde | Gesamtführender Fahrer | Gesamtführender Konstrukteur |
| -- | ------ | ---------------------- | -------------- | ---------------- | ---------------- | --------------- | --------------- | --------------- | ---------------------- | ---------------------------- |
| 1  | 31.03. | GP von Malaysia        | Shah Alam      | Stefano Perugini | Haruchika Aoki   | Peter Öttl      | Kazuto Sakata   | Emilio Alzamora | Stefano Perugini       | Aprilia                      |
| 2  | 07.04. | GP von Indonesien      | Sentul         | Masaki Tokudome  | Haruchika Aoki   | Peter Öttl      | Haruchika Aoki  | Haruchika Aoki  | Haruchika Aoki         | Aprilia                      |
| 3  | 21.04. | GP von Japan           | Suzuka         | Masaki Tokudome  | Haruchika Aoki   | Noboru Ueda     | Noboru Ueda     | Kazuto Sakata   | Masaki Tokudome        | Aprilia                      |
| 4  | 12.05. | GP von Spanien         | Jerez          | Haruchika Aoki   | Emilio Alzamora  | Noboru Ueda     | Jorge Martínez  | Kazuto Sakata   | Haruchika Aoki         | Aprilia                      |
| 5  | 26.05. | GP von Italien         | Mugello        | Peter Öttl       | Haruchika Aoki   | Kazuto Sakata   | Masaki Tokudome | Akira Saitō     | Haruchika Aoki         | Aprilia                      |
| 6  | 09.06. | GP von Frankreich      | Le Castellet   | Stefano Perugini | Tomomi Manako    | Emilio Alzamora | Masaki Tokudome | Valentino Rossi | Haruchika Aoki         | Aprilia                      |
| 7  | 29.06. | 66. Dutch TT           | Assen          | Emilio Alzamora  | Ivan Goi         | Haruchika Aoki  | Masaki Tokudome | Emilio Alzamora | Haruchika Aoki         | Aprilia                      |
| 8  | 07.07. | 60. GP von Deutschland | Nürburgring    | Masaki Tokudome  | Stefano Perugini | Haruchika Aoki  | Jorge Martínez  | Peter Öttl      | Haruchika Aoki         | Aprilia                      |
| 9  | 21.07. | GP von Großbritannien  | Donington      | Stefano Perugini | Masaki Tokudome  | Tomomi Manako   | Masaki Tokudome | Masaki Tokudome | Haruchika Aoki         | Aprilia                      |
| 10 | 04.08. | GP von Österreich      | Österreichring | Ivan Goi         | Dirk Raudies     | Valentino Rossi | Masaki Tokudome | Dirk Raudies    | Haruchika Aoki         | Aprilia                      |
| 11 | 18.08. | GP von Tschechien      | Brünn          | Valentino Rossi  | Jorge Martínez   | Tomomi Manako   | Valentino Rossi | Jorge Martínez  | Haruchika Aoki         | Aprilia                      |
| 12 | 01.09. | GP von Imola           | Imola          | Masaki Tokudome  | Emilio Alzamora  | Jorge Martínez  | Jorge Martínez  | Valentino Rossi | Haruchika Aoki         | Aprilia                      |
| 13 | 15.09. | GP von Katalonien      | Barcelona      | Tomomi Manako    | Garry McCoy      | Kazuto Sakata   | Yōichi Ui       | Tomomi Manako   | Haruchika Aoki         | Aprilia                      |
| 14 | 06.10. | GP von Rio de Janeiro  | Jacarepagua    | Haruchika Aoki   | Emilio Alzamora  | Masaki Tokudome | Haruchika Aoki  | Haruchika Aoki  | Haruchika Aoki         | Aprilia                      |
| 15 | 20.10. | GP von Australien      | Eastern Creek  | Garry McCoy      | Haruchika Aoki   | Masaki Tokudome | Haruchika Aoki  | Haruchika Aoki  | Haruchika Aoki         | Aprilia                      |

### Fahrerwertung
| 1  | Haruchika Aoki    | Honda   | 220 |
| 2  | Masaki Tokudome   | Aprilia | 193 |
| 3  | Tomomi Manako     | Honda   | 167 |
| 4  | Emilio Alzamora   | Honda   | 158 |
| 5  | Jorge Martínez    | Aprilia | 131 |
| 6  | Stefano Perugini  | Aprilia | 128 |
| 7  | Noboru Ueda       | Honda   | 126 |
| 8  | Kazuto Sakata     | Aprilia | 113 |
| 9  | Valentino Rossi   | Aprilia | 111 |
| 10 | Ivan Goi          | Honda   | 110 |
| 11 | Peter Öttl        | Aprilia | 97  |
| 12 | Garry McCoy       | Aprilia | 87  |
| 13 | Dirk Raudies      | Honda   | 81  |
| 14 | Yoshiaki Katō     | Yamaha  | 61  |
| 15 | Lucio Cecchinello | Honda   | 59  |
| 16 | Manfred Geissler  | Aprilia | 54  |
| 17 | Akira Saitō       | Honda   | 43  |
| 18 | Yōichi Ui         | Yamaha  | 36  |

| 19 | Frédéric Petit     | Honda           | 28 |
| 20 | Herri Torrontegui  | Honda           | 18 |
| 21 | Andrea Ballerini   | Aprilia         | 14 |
| 22 | Darren Barton      | Aprilia         | 12 |
| 23 | Jaroslav Huleš     | Honda           | 12 |
| 24 | Masao Azuma        | Honda           | 10 |
| 25 | Josep Sardá        | Honda           | 8  |
| 26 | Shigeru Ibaraki    | Yamaha          | 6  |
| 27 | Loek Bodelier      | Honda           | 4  |
| 28 | Paolo Tessari      | Honda           | 4  |
| 29 | Luigi Ancona       | Honda / Aprilia | 3  |
| 30 | Mirko Giansanti    | Honda           | 2  |
| 31 | Gabriele Debbia    | Yamaha          | 2  |
| 32 | Shinichi Sugaya    | Honda           | 1  |
|    | José Ramón Ramírez | Yamaha / Honda  | 1  |

### Konstrukteurswertung
| 1 | Aprilia | 324 |
| 2 | Honda   | 313 |
| 3 | Yamaha  | 83  |

## Gespanne (500 cm³)

### Rennergebnisse
|   | Datum  | Rennen                 | Strecke        | Platz 1                          | Platz 2                              | Platz 3                       | Pole-Position                    | Schn. Rennrunde                  | Gesamtführender Fahrer           | Gesamtführender Konstrukteur |
| - | ------ | ---------------------- | -------------- | -------------------------------- | ------------------------------------ | ----------------------------- | -------------------------------- | -------------------------------- | -------------------------------- | ---------------------------- |
| 1 | 26.05. | GP von Italien         | Mugello        | Paul Güdel / Charly Güdel        | Darren Dixon / Andy Hetherington     | Steve Webster / David James   | Paul Güdel / Charly Güdel        | Rolf Biland / Kurt Waltisperg    | Paul Güdel / Charly Güdel        | LCR-BRM-Swissauto            |
| 2 | 29.06. | 66. Dutch TT           | Assen          | Darren Dixon / Andy Hetherington | Steve Webster / David James          | Paul Güdel / Charly Güdel     | Paul Güdel / Charly Güdel        | Darren Dixon / Andy Hetherington | Darren Dixon / Andy Hetherington | Windle-ADM                   |
| 3 | 07.07. | 60. GP von Deutschland | Nürburgring    | Darren Dixon / Andy Hetherington | Klaus Klaffenböck / Christian Parzer | Steve Webster / David James   | Steve Webster / David James      | Darren Dixon / Andy Hetherington | Darren Dixon / Andy Hetherington | Windle-ADM                   |
| 4 | 21.07. | GP von Großbritannien  | Donington      | Darren Dixon / Andy Hetherington | Rolf Biland / Kurt Waltisperg        | Steve Webster / David James   | Steve Webster / David James      | Steve Abbott / Jamie Biggs       | Darren Dixon / Andy Hetherington | Windle-ADM                   |
| 5 | 04.08. | GP von Österreich      | Österreichring | Paul Güdel / Charly Güdel        | Darren Dixon / Andy Hetherington     | Rolf Biland / Kurt Waltisperg | Rolf Biland / Kurt Waltisperg    | Paul Güdel / Charly Güdel        | Darren Dixon / Andy Hetherington | Windle-ADM                   |
| 6 | 18.08. | GP von Tschechien      | Brünn          | Rolf Biland / Kurt Waltisperg    | Steve Webster / David James          | Ian Wilford / Craig Hallam    | Darren Dixon / Andy Hetherington | Rolf Biland / Kurt Waltisperg    | Darren Dixon / Andy Hetherington | Windle-ADM                   |
| 7 | 15.09. | GP von Katalonien      | Barcelona      | Rolf Biland / Kurt Waltisperg    | Klaus Klaffenböck / Christian Parzer | Steve Abbott / Jamie Biggs    | Steve Webster / David James      | Rolf Biland / Kurt Waltisperg    | Darren Dixon / Andy Hetherington | LCR-BRM-Swissauto            |

### Fahrerwertung
| 1  | Darren Dixon       | Andy Hetherington                                           | Windle-ADM        | 141 |
| 2  | Rolf Biland        | Kurt Waltisperg                                             | LCR-BRM-Swissauto | 119 |
| 3  | Steve Webster      | David James                                                 | LCR-ADM           | 110 |
| 4  | Paul Güdel         | Charly Güdel                                                | LCR-BRM-Swissauto | 108 |
| 5  | Steve Abbott       | Julian Tailford                                             | Windle-ADM        | 72  |
| 6  | Klaus Klaffenböck  | Christian Parzer                                            | LCR-ADM           | 63  |
| 7  | Yoshisada Kumagaya | Trevor Hopkinson                                            | LCR-BRM-Swissauto | 56  |
| 8  | Markus Bösiger     | Peter Höss bzw. Jürg Egli                                   | LCR-ADM           | 53  |
| 9  | Mark Reddington    | Trevor Crone                                                | LCR-ADM           | 35  |
| 10 | Tony Wyssen        | Kilian Wyssen                                               | LCR-BRM-Swissauto | 33  |
| 11 | Markus Schlosser   | Thomas Herzog                                               | LCR-BRM-Swissauto | 33  |
| 12 | Derek Brindley     | Paul Hutchinson                                             | LCR-BRM-Swissauto | 27  |
| 13 | Benny Janssen      | Alex Bloemsma bzw. Adolf Hänni bzw. Frans Geurts van Kessel | LCR-ADM           | 25  |
| 14 | Ian Wilford        | Dudley Tomlinson bzw. Alex Bloemsma bzw. Craig Hallam       | LCR-ADM           | 21  |
| 15 | Markus Neumann     | Siegfried Zillmann                                          | LCR-ADM           | 15  |
| 16 | Kevin Webster      | Rob McIntosh                                                | LCR-ADM           | 15  |
| 17 | Dave Molyneux      | Peter Hill                                                  | Windle-ADM        | 14  |
| 18 | Barry Brindley     | Scott Whiteside                                             | LCR-Yamaha        | 10  |
| 19 | Ralph Bohnhorst    | Peckart Rösinger                                            | LCR-ADM           | 7   |
| 20 | Billy Gällros      | Peter Berglund                                              | LCR-NGK           | 6   |
| 21 | Brian Gray         | Steve Pointer bzw. Douglas Jewell                           | LCR-ADM           | 6   |
| 22 | Janez Remše        | Zlatko Grebensek bzw. Axel Kölsch                           | LCR-ADM           | 3   |
| 23 | Jukka Lauslehto    | Harry Hofsteenge                                            | LCR-ADM           | 2   |
|    | Stuart Muldoon     | Chris Gusman                                                | LCR-Yamaha        | 2   |
|    | Jari Nikkanen      | Jarno Nikkanen                                              | LCR-ADM           | 2   |

### Konstrukteurswertung
| 1 | LCR-BRM-Swissauto | 149 |
| 2 | Windle-ADM        | 144 |
| 3 | LCR-ADM           | 123 |
| 4 | LCR-Stredor       | 25  |
| 5 | LCR-Yamaha        | 12  |
| 6 | LCR-NGK           | 6   |